# Lycaste leucantha
Lycaste leucantha är en orkidéart som först beskrevs av Johann Friedrich Klotzsch, och fick sitt nu gällande namn av John Lindley. Lycaste leucantha ingår i släktet Lycaste och familjen orkidéer. Inga underarter finns listade i Catalogue of Life.